# Do major
Do major (també DoM en la notació europea i C en la notació americana) és la tonalitat que té l'escala major a partir de la nota do; així està constituïda per les notes do, re, mi, fa, sol, la i si. La seva armadura no conté cap alteració, ni sostinguts, ni bemolls. El seu relatiu menor és la tonalitat de la menor, i la tonalitat homònima és do menor.

## Do major en els instruments
El do major és una de les tonalitats més usades en la música. Molts instruments transpositors, quan sonen en la seva tonalitat original, per exemple, un clarinet en si bemoll que toca una escala en si bemoll major, està executant una escala de do major. Les tecles blanques del piano corresponen a les notes de l'escala de do major. Una arpa afinada en do major té tots els seus pedals en la posició central.
Si bé no és molt difícil per a una guitarra fer música en aquesta tonalitat, cal dir que do major no és una tonalitat ideal per a l'instrument. Les tres notes de l'acord de dominant (sol, si i re) són possibles deixant les cordes a l'aire, però l'acord de la tònica no és tan senzill.
Gran part dels exercicis per a principiants del teclat són en do major, ja que permet treballar només amb les tecles blanques del piano, per la qual cosa la tonalitat també està associada a l'aprenentatge del piano. Algunes obres s'han aprofitat d'aquesta realitat per parodiar-la com, per exemple, a la peça Pianistes del Carnaval dels animals de Camille Saint-Saëns o a Graddus ad Parnasum de Children's Corner de Claude Debussy. Tanmateix, anant en contra d'aquesta pràctica comuna, el compositor Frédéric Chopin considerava aquesta escala com la més difícil de tocar, i tendia a treballar-la més tard amb els seus estudiants. Considerava que la més fàcil era la de si major, perquè la posició de les notes blanques i negres encaixava millor amb les posicions naturals dels dits, i així sovint feia començar l'estudi del piano amb aquesta escala.

## Ús de do major en les composicions
Moltes misses i Te Deums, en la música clàssica, estan en do major, com s'observa en la major part de les misses de Mozart i de Haydn.
En el cas de les simfonies de Haydn, 19 de les 104, són en do major, el que la converteix en la segona tonalitat més usada després de la de re major. Abans de la invenció de la trompeta de vàlvules, Haydn només escrivia parts de trompeta i timbales en les seves obres en do major. De les dues simfonies de Franz Schubert en aquesta tonalitat, a la primera se l'anomena la "petita, en do major", i a la segona "la gran, en do major."
Compositors francesos del barroc com Charpentier i Rameau generalment van considerar do major com una tonalitat per a música alegre, però posteriorment Berlioz, el 1856, la va descriure com a "una tonalitat seriosa però sorda i apagada". Ralph Vaughan Williams va quedar impressionat per la Simfonia núm. 7 de Sibelius, en do major, i va remarcar que només Sibelius va poder fer que la tonalitat sonés fresca. Claude Debussy va dir: "No crec en la supremacia de l'escala de do."
Un exemple d'un ús més actual de la tonalitat el trobem a l'obra IN C de Terry Riley, considerada la primera obra minimalista. En un altre nivell d'anàlisi, molts dels sons de les màquines escurabutxaques estan en aquesta tonalitat.

## Exemples de composicions en do major

### Composicions clàssiques
- Joseph Haydn: Simfonia núm. 30, Simfonia núm. 82.
- Wolfgang Amadeus Mozart: Simfonia núm. 36 i Simfonia núm. 41, "Júpiter".
- Ludwig van Beethoven: Simfonia núm. 1. Destaca el moviment final de la Simfonia núm. 5 i el de la Sonata per a piano núm. 21
- Franz Schubert: Simfonia núm. 9 la "Gran".
- Robert Schumann: Simfonia núm. 2
- Richard Wagner: L'òpera Die Meistersinger von Nürnberg (en l'obertura i en altres parts)
- Georges Bizet: Simfonia en do
- Jean Sibelius: Simfonia núm. 7
- Terry Riley: In C
- Maurice Ravel: Bolero

### Altres tipus de música
- Have You Ever Seen The Rain - Creedence Clearwater Revival
- I Am A Rock - Simon and Garfunkel
- Himne de la Federació russa
- Great Balls of Fire - Jerry Lee Lewis
- La Bamba - Los Lobos
- Piano Man - Billy Joel
- It's Not Unusual - Tom Jones
- Satin Doll - Duke Ellington
- Superman (tema) - John Williams
- Dammit, All The Small Things - Blink 182
- Like a Rolling Stone - Bob Dylan
- Let It Be - The Beatles
- Super Mario Bros (tema) - Koji Kondo
- Hallelujah - Jeff Buckley (Leonard Cohen)
- I Love to See You Smile - Randy Newman
- Look what you've done - Jet